# Pawn Hearts
Pawn Hearts är det fjärde studioalbumet av den engelska progressiv rock-gruppen Van der Graaf Generator, vilket släpptes i oktober 1971. Albumet spelades in i juli-september 1971 i Trident Studios i London och har i sin brittiska originalutgåva bara tre långa låtar. Omslaget är gjort av Paul Whitehead, som även gjorde Genesis tidiga omslag. Albumet låg etta på den italienska försäljningslistan i tolv veckor våren 1972.

## Sättning
- Hugh Banton - Hammondorglar, Farfisaorgel, piano, Mellotron, ARP synthesizer, baspedaler, basgitarr, sång.
- Guy Evans - Trummor, pukor, slagverk, sång.
- Peter Hammill - Sång, akustisk gitarr, slidegitarr, elpiano, piano.
- David Jackson - Saxofoner, flöjt, sång.

Gästartist
- Robert Fripp - elgitarr.

## Låtlista
Alla låtar skrivna av Peter Hammill där inte annat anges.

### Sida A
1. "Lemmings (Including Cog)" - 11:37
2. "Man-Erg" - 10:20

### Sida B
1. "A Plague of Lighthouse Keepers" - 23:04
  - "Eyewitness"
  - "Pictures/Lighthouse" (Banton, Jackson)
  - "Eyewitness"
  - "S.H.M."
  - "Presence of the Night"
  - "Kosmos Tours" (Evans)
  - "(Custard's) Last Stand"
  - "The Clot Thickens" (Hammill, Banton, Evans, Jackson)
  - "Land's End (Sineline)" (Jackson)
  - "We Go Now" (Jackson, Banton)